# Central de Bossòst
La central de Bossòst és una central hidroelèctrica situada al terme municipal de Bossòst, a la comarca de la vall d'Aran, en el marge dret de la Garona. Fou inaugurada el 1956 per la Sociedad Productora de Fuerzas Motrices, empresa que en aquell moment ja estava integrada dintre de FECSA. La producció anual mitja és de 87 GWh.
La central forma part d'una llarga cadena de salts hidroelèctrics del Garona aranès que s'inicia a la central d'Arties, i segueix per les centrals de Vielha, Benòs, central de Bossòst i acaba a Pont de Rei.

## Descripció
El sistema de captació es basa en un canal subterrani de derivació amb origen a la central de Benós i anomenat canal de Bossòst. Aquest canal transporta les aigües provinents de les turbines dels dos grups de la central de Benós, així com dels salts de Varradòs i del Joèu. A més, rep aportacions suplementàries a través d’un canal que ressegueix el marge del riu Garona, passant pel peu de la resclosa situada aigües avall de la central de Benós. El canal de Bossost és subterrani i té una longitud de 5.990 metres, una amplada de 3,18 m i una alçada útil de 3,60 m. Aquest canal desaigua en una canonada forçada, situada a l’est de la central a una altitud de 820 metres. La longitud de la canonada és de 167 metres, té un diàmetre interior de 2,50 metres i el desnivell del salt és de 104 metres.
L’equipament compta amb dos grups, cadascun dotats d'una turbina Francis de 11 megavats de potència. La central té una producció mitjana anual de fins a 87 GWh. Es tracta d’una central amb un funcionament gairebé constant durant tots els dies de l’any.